# Ypthima binucleolata
Ypthima binucleolata är en fjärilsart som beskrevs av Embrik Strand 1909. Ypthima binucleolata ingår i släktet Ypthima och familjen praktfjärilar. Inga underarter finns listade i Catalogue of Life.